# Edve
Edve è un comune di 136 abitanti situato nella contea di Győr-Moson-Sopron, nell'Ungheria nordoccidentale.